# Margaret Maron
Margaret Maron là một nhà văn Mỹ, tác giả của nhiều tiểu thuyết trinh thám đoạt giải.

## Tiểu sử.
Maron sinh ra và lớn lên trong trung tâm Bắc Carolina, Hoa Kỳ. Bà cũng đã sống tại Ý. Bà và chồng là nghệ sĩ Joe Maron, đã từng ở tại Brooklyn trước khi trở lại bang quê hương là nơi họ hiện đang sinh sống.

## Tác phẩm
Cho đến nay Maron là tác giả của nhiều truyện ngắn và hơn 20 tiểu thuyết trinh thám. Một loạt tiểu thuyết viết về Sigrid Harald, một thiếu úy đơn độc trong Sở Cảnh sát New York có người cha là cảnh sát bị giết chết trong lúc thi hành nhiệm vụ. Một loạt tiểu thuyết khác viết về các cuộc điều tra của quan tòa Deborah Knott.

## Giải thưởng
Tác phẩm Bootlegger's Daughter năm 1992 của bà là bestseller của Washington Post và đoạt mọi giải thưởng chính của năm đó, bao gồm Giải Edgar, Giải Anthony, Giải Agatha, và Giải Macavity. Sau đó bà đã nhận Giải Agatha cho Up Jumps the Devil (1996) và Storm Track (2000).
Tác phẩm của bà đã được dịch ra hơn 10 ngôn ngữ và thuộc vào trong danh sách tác phẩm của nhiều khóa học trong Văn học Miền nam nước Mỹ đương đại..

## Hoạt động
Maron là một thành viên thành lập và cựu chủ tịch của Sister in Crime và của Liên đoàn nhà văn trinh thám Mỹ (American Crime Writers' League) 1997-1998, chủ tịch Hội nhà văn trinh thám Mỹ (Mystery Writers of America) 2005-2006